# Estació d'Estagell

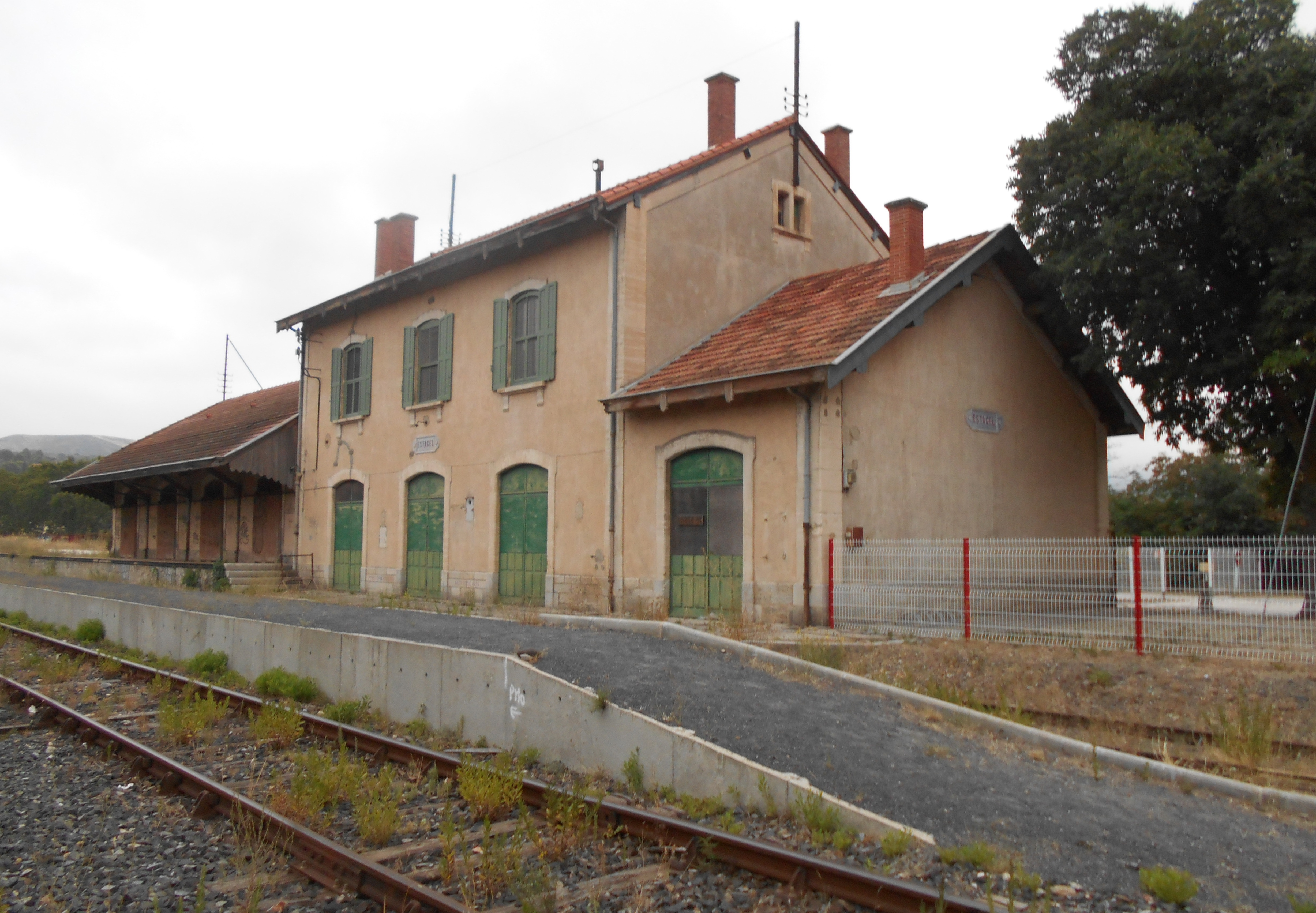
L'Estació, costat de les andanes

L'estació d'Estagell era una estació ferroviària situada en el poble de la Catalunya del Nord d'Estagell, a la comarca del Rosselló.
Es troba a la línia Carcassona - Ribesaltes. L'estació actual és al nord del nucli urbà, a la riba esquerra de l'Aglí, a l'avinguda de la Gara.
| Procedència/Destinació | <     | Línia      | >             | Procedència/Destinació |
| ---------------------- | ----- | ---------- | ------------- | ---------------------- |
| Maurí                  | Maurí | Tren Càtar | Cases de Pena | Ribesaltes             |

1. Només entre setmana; els diumenges i els festius, parteix de l'estació d'Espira de l'Aglí.[2]

## Línia
- Línia Carcassona - Ribesaltes